# Echinosaura brachycephala
Echinosaura brachycephala — вид ящірок родини гімнофтальмових (Gymnophthalmidae). Ендемік Еквадору.

## Поширення і екологія
Echinosaura brachycephala мешкають в західних передгір'ях Еквадорських Анд в провінціях Котопахі, Санто-Домінго-де-лос-Тсачилас і Пічинча. Вони живуть у вічнозелених гірських і хмарних тропічних лісах, в заростях на берегах струмків і в ярах, уникають вторинних лісів. Зустрічаються на висоті від 1275 до 1665 м над рівнем моря. Ведуть напівводний спосіб життя.

## Збереження
МСОП класифікує цей вид як такий, що перебуває під загрозою зникнення. Echinosaura brachycephala загрожує знищення природного середовища.